# 澤普林山
64°27′S 61°31′W / 64.450°S 61.517°W

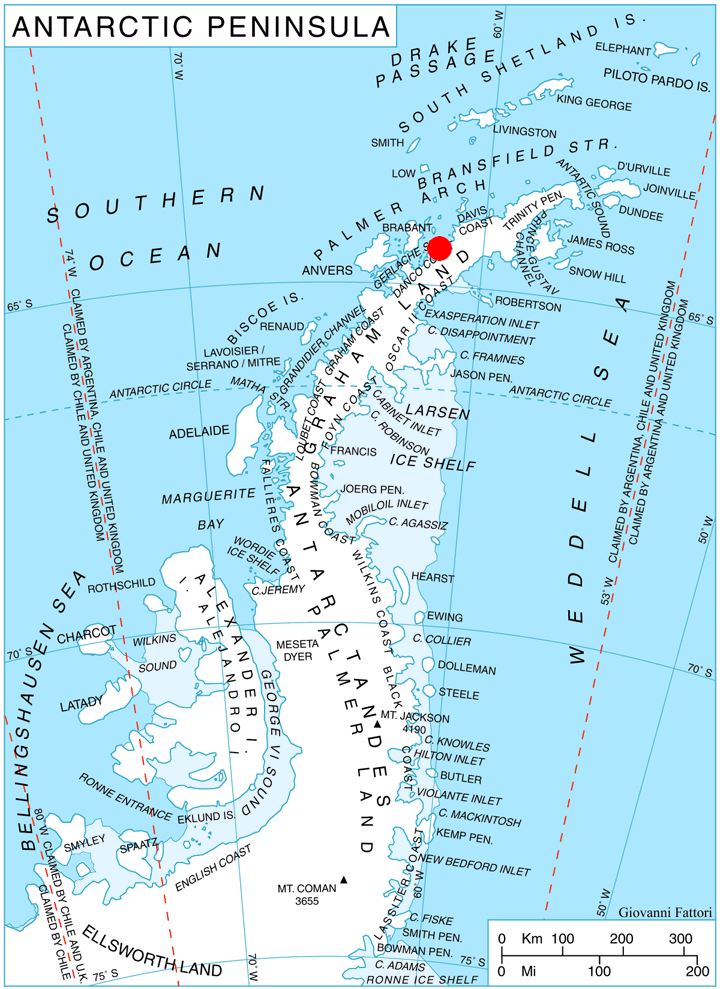

澤普林山是南極洲的山峰，位於葛拉漢地西岸的帕福爾半島，處於艾克納角東南面4.8公里，海拔高度1,265米，以德國的航空工程師命名。

## 外部連結
- SCAR Composite Gazetteer of Antarctica（页面存档备份，存于）.